# Assedio di Amiso
L'assedio di Amiso messo in atto dalla Repubblica romana, sotto il comando iniziale di Lucio Licinio Lucullo, e poi lasciato ad un suo legatus, Murena, vide le forze romane prevalere sulla città dopo quasi tre anni di lungo assedio (del 73 al 70 a.C.).

## Contesto storico
La vittoria ottenuta da Mitridate su Lucio Licinio Murena durante la seconda fase di guerra, rafforzò il convincimento nel re asiatico che i Romani non fossero invincibili, e la sua speranza di creare un grande regno asiatico che potesse contrastare la crescente egemonia romana nel bacino del Mediterraneo. Da qui il re prese le mosse per una nuova politica espansionistica in chiave anti-romana.
Attorno all'80 a.C. il re del Ponto decise, così, di tornare a sottomettere tutte le popolazioni libere che gravitavano attorno al Ponto Eusino. Nominato quindi quale generale di questa nuova impresa suo figlio Macare, si spinse alla conquista di quelle colonie greche che si diceva discendessero dagli Achei, di ritorno dalla guerra di Troia, al di là della Colchide. La campagna però si rivelò disastrosa, poiché furono perduti due contingenti armati, una parte in battaglia e per la severità del clima, un'altra in seguito ad un'imboscata. Quando fece ritorno nel Ponto, inviò ambasciatori a Roma per firmare una nuova pace.
Contemporaneamente il re Ariobarzane I, mandò nuovi ambasciatori per lamentarsi che la maggior parte dei territori della Cappadocia, non gli erano stati completamente consegnati da Mitridate, come promesso al termine della seconda fase della guerra. Poco dopo (nel 78 a.C.) inviò una nuova ambasceria per firmare gli accordi, ma poiché Silla era appena morto e il Senato era impegnato in altre faccenda, i pretori non ammisero i suoi ambasciatori e non se ne fece nulla. Mitridate, che era venuto a conoscenza della morte del dittatore romano, persuase il genero, Tigrane II d'Armenia, ad invadere la Cappadocia come se fosse una sua azione indipendente. Ma questo artificio non riuscì ad ingannare i Romani. Il re armeno invase il paese e trascinò via con sé dalla regione, oltre ad un grosso bottino, anche 300 000 persone, che poi portò nel suo paese, stabilendole, insieme ad altre, nella nuova capitale, chiamata Tigranocerta (città di Tigrane), dove aveva assunto il diadema di re d'Armenia.
E mentre queste cose avvenivano in Asia, Sertorio, il governatore della Spagna, che incitava la provincia e tutte le vicine popolazioni a ribellarsi ai Romani del governo degli optimates, istituì un nuovo Senato ad imitazione di quella di Roma. Due dei suoi membri, un certo Lucio Magio e Lucio Fannio, proposero a Mitridate di allearsi con Sertorio, con la prospettiva comune che una guerra combattuta su due fronti opposti (ad Occidente, Sertorio ed a Oriente, Mitridate) avrebbe portato ad ampliare i loro domini sui paesi confinanti, in Asia come in Spagna.
Mitridate, allettato da tale proposta, inviò suoi ambasciatori a Sertorio, per valutare quali possibilità vi fossero per porre sotto assedio il potere romano, da Oriente ed Occidente. Fu così stabilita tra le parti un patto di alleanza, nel quale Sertorio si impegnava a concedere al re del Ponto tutti i territori romani d'Asia, oltre al regno di Bitinia, la Paflagonia, la Galatia ed il regno di Cappadocia, ed inviava anche un suo abile generale, un certo Marco Vario (o Mario), oltre a due altri consiglieri, Magio e Fannio Lucio, per assisterlo militarmente e diplomaticamente.

### Casus belli
All'inizio della primavera del 74 a.C., Mitridate si affrettò a marciare contro la Paflagonia con i suoi due generali, Tassile ed Ermocrate, disponendo poi di invadere anche la Bitinia, divenuta da poco provincia romana, in seguito alla morte del suo re, Nicomede IV, che aveva lasciato il suo regno in eredità ai Romani. L'allora governatore provinciale, Marco Aurelio Cotta, uomo del tutto imbelle, non poté far altro che fuggire a Calcedonia con quante forze aveva a disposizione. Mitridate, dopo aver attaccato inutilmente la città e le forze romane, si diresse a Cizico dove, dopo quasi un anno di inutile assedio, fu sconfitto più volte dalle accorrenti truppe romane del console Lucio Licinio Lucullo (73 a.C.).
Fuggito grazie alla flotta, Mitridate, fu colpito da una terribile tempesta nella quale perse circa 10 000 uomini e sessanta navi, mentre il resto della flotta fu dispersa tutta intorno per il forte vento. Si racconta che abbandonò la propria nave che stava affondando, per recarsi in una più piccola imbarcazione di pirati, sebbene i suoi amici cercassero di dissuaderlo. I pirati poi lo sbarcarono a Sinope. Da quel luogo, raggiunse Amiso, da dove inviò appelli al genero, Tigrane II d'Armenia, ed a suo figlio, Macare, sovrano del Bosforo Cimerio, affinché si affrettassero ad venirgli in aiuto. Ordinò, infine, a Diocle di prendere una grande quantità di oro e altri regali nei pressi degli Sciti, ma quest'ultimo rubò l'oro e si rifugiò presso il generale romano.
Lucullo mosse le sue armate verso il fronte orientale attraverso Bitinia e Galazia, sottomettendo i territori precedentemente in mano romana e raggiungendo la pianura di Themiscyra ed il fiume Termodonte. Poco dopo raggiunse una regione assai ricca di risorse, che non aveva subito le devastazioni della guerra. Secondo Plutarco, invece, il generale romano fu costretto a chiedere aiuto al vicino ed alleato regno di Galazia, che gli fornì approvvigionamenti di grano grazie a 30 000 suoi portatori.

## Assedio
Lucullo pose quindi sotto assedio la città di Amisus ed Eupatoria, che Mitridate aveva costruito a fianco di Amisus, dandole il proprio nome e dove aveva fissato una delle sue residenze reali. Gli abitanti della città riuscirono in più occasioni a respingere i Romani con coraggio, facendo frequenti sortite, sfidandoli anche in campo aperto, grazie anche agli ingenti aiuti che Mitridate inviò loro, tra armi e soldati, provenienti da Cabira, da dove egli stesso svernò e si apprestava a raccogliere un nuovo esercito: 40 000 fanti e 4 000 cavalieri.
Nella primavera del 72 a.C., Lucullo lasciò a Murena il compito di portare a termine l'assedio di Amiso, mentre egli era deciso ad inseguire Mitridate verso Oriente. E così la città di Amiso sembra riuscì a resistere fino al ritorno di Lucullo nel 70 a.C. Si racconta, infatti, che il generale romano riuscì prima ad occupare la vicina città di Sinope dove, una volta entrato in città, uccise 8 000 Cilici.
Dopo questa impresa, Lucullo si diresse su Amiso, dove era ancora in corso l'assedio della città da parte del suo legato, Murena. La città era riuscita a resistere grazie al comandante cittadino, Callimaco, il quale sembra fosse un esperto nell'arte della poliorcetica. L'arrivo però del proconsole, ed un suo attacco improvviso, proprio mentre i soldati della città sembra stessero riposandosi, permise ai Romani di prendere possesso di una piccola parte delle mura. Callimaco abbandonò la città, dopo averle dato fuoco, sia per privare gli assalitori del bottino, sia per facilitarsi la fuga. Quando i soldati romani videro la città avvolta dalla fiamme, non prestando alcuna attenzione a coloro che stavano scappando via, si prepararono a saccheggiare le case. Lucullo, per pietà nei confronti dei cittadini, cercò di portare loro aiuto dall'esterno, dando ordine di aiutarli a spegnere le fiamme, ma nessuno gli prestò attenzione, poiché i soldati tutti, invocavano a gran voce il bottino. I soldati allora si lanciarono per le strade della città e alla luce delle fiaccole saccheggiarono ogni cosa, distruggendo la maggior parte delle case stesse. Quando Lucullo entrò in città all'alba, Plutarco racconta che lo stesso generale romano pianse, poiché non era stato in grado di salvare la città, come invece aveva fatto Silla ad Atene quindici anni prima. Egli però riuscì a restaurare la città, antica colonia di Atene, ed a fornire aiuti ai suoi abitanti, rimandandoli alle loro case, dopo che erano fuggiti via mare nella stessa maniera di Sinope, e li rese anch'essi liberi, come aveva fatto per Sinope. Si racconta che fu preso prigioniero un certo Tirannio, del quale Murena voleva appropriarsi come schiavo, ma Lucullo si oppose, considerandolo una persona tanto stimata e colta da decidere di non privarlo della sua libertà.

## Conseguenze

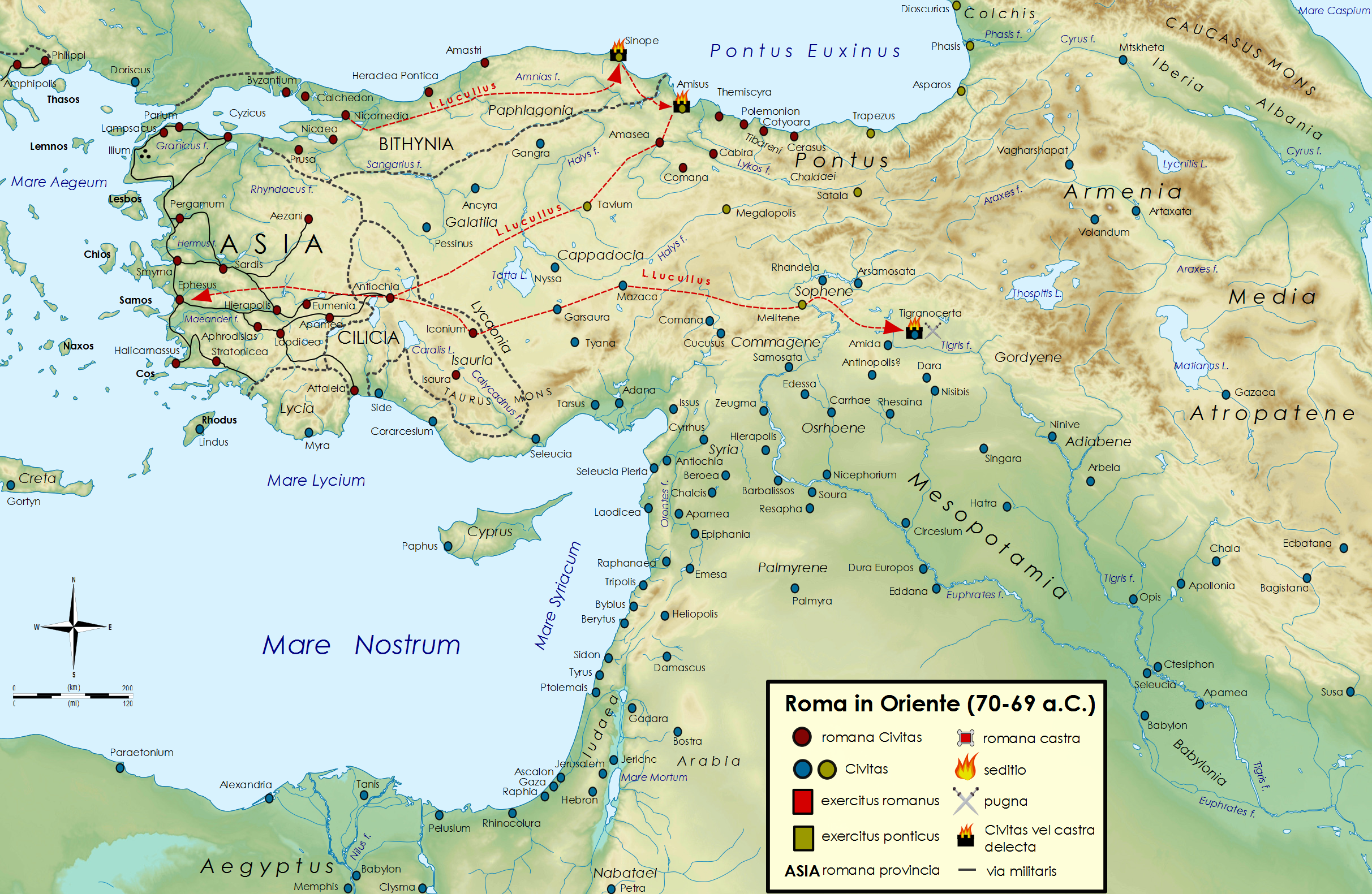
Gli anni 70-69 a.C. della terza guerra mitridatica

Portate a termine le operazioni militari (fine del 70 a.C.), lasciò Sornazio con 6 000 armati a guardia del Ponto, e quindi decise di riorganizzare le province asiatiche ed amministrare la giustizia, oltre a ringraziare gli dèi, per la conclusione positiva della guerra. Plutarco, racconta che, scoperto che gli abitanti della provincia si trovavano in condizioni assai gravose, addirittura alcuni erano stati ridotti in schiavitù dagli esattori fiscali o dagli usurai a cui avevano chiesto dei debiti, decise di porvi rimedio, liberando la popolazione asiatica da una simile condizione di "schiavitù". Ordinò quindi che il tasso di interesse mensile non doveva superare 1%; dispose che nessun creditore potesse ricevere più di un quarto del reddito del debitore, e che qualunque creditore avesse stabilito interessi oltre  misura fosse privato del tutto. E così, in circa quattro anni di tempo, tutti i crediti furono pagati, e le proprietà restituite ai loro proprietari legittimi, senza più vincoli.
Vi è da aggiungere che un tale debito pubblico si era accumulato a causa di quei 20 000 talenti che Silla aveva posto a carico dell'Asia come contributo per la fine della guerra, importo raddoppiato per ottenere i prestiti dagli usurai, i quali lo avevano portato ad un totale di 120 000 talenti grazie agli interessi. Gli usurari però, non accettando le condizioni di Lucullo, sollevarono la questione a Roma stessa contro il proconsole romano. Corruppero alcuni tribuni affinché procedessero contro di lui, essendo uomini di grande influenza, che avevano numerosi debitori tra i politici romani. Lucullo, tuttavia, non solo era amato dalla popolazione che aveva beneficato del suo aiuto, addirittura, le altre province limitrofe chiesero di averlo, anch'esse, come amministratore e loro governatore.
Frattanto Appio Claudio era stato inviato da Tigrane II ad Antiochia, per chiedere la consegna del suocero, Mitridate VI. Qui l'ambasciatore romano poté, mentre attendeva il re armeno impegnato in altre faccende, mettersi in contatto con molti dei principi greco-orientali, stanchi di essere sottoposti al dominio armeno (come Zarbieno di Gordiene), ed a cui fu promesso l'aiuto del proconsole romano Lucullo.